# Pfarrkirche Kolsass

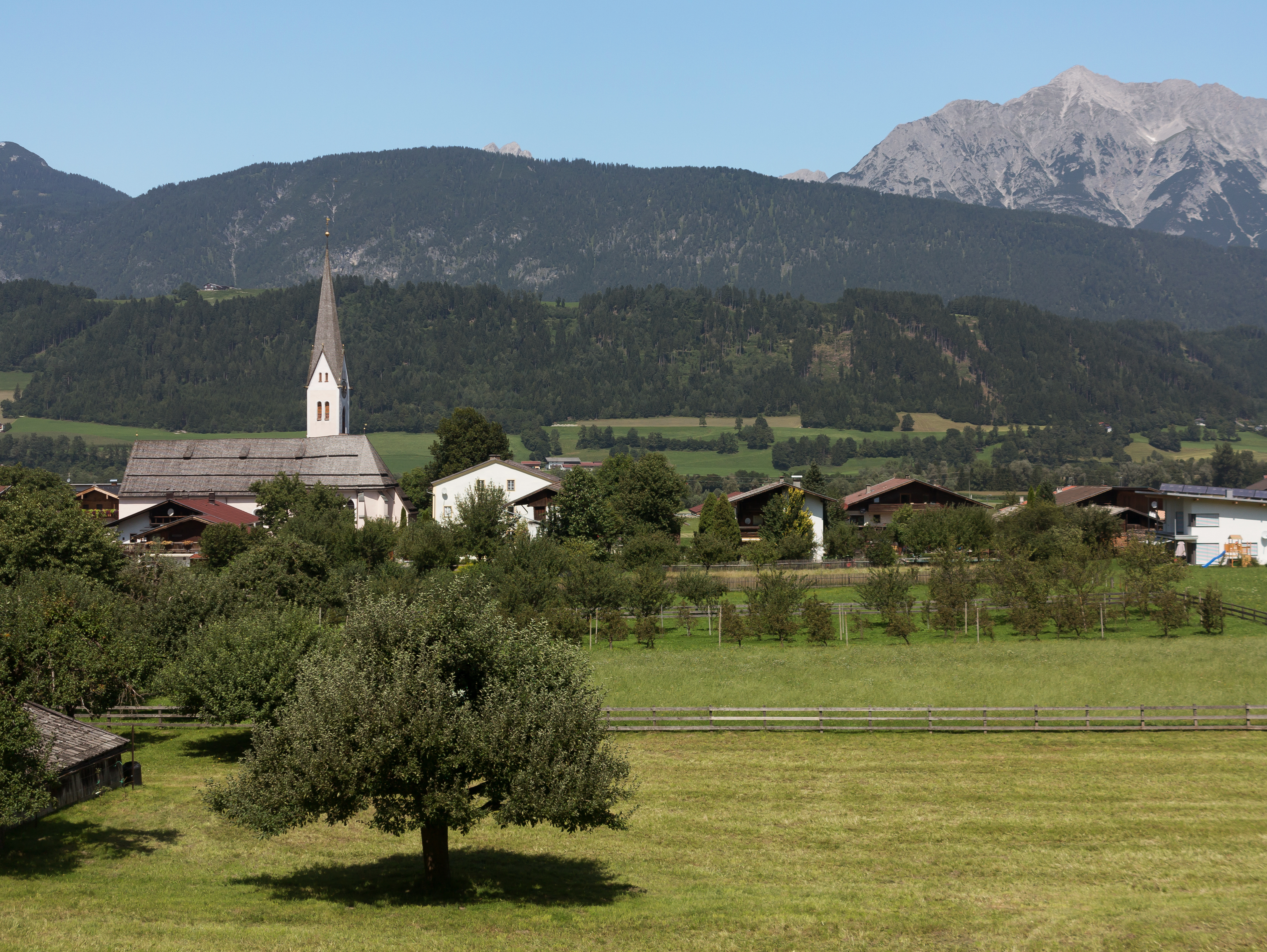
Katholische Pfarrkirche Mariä Heimsuchung in Kolsass

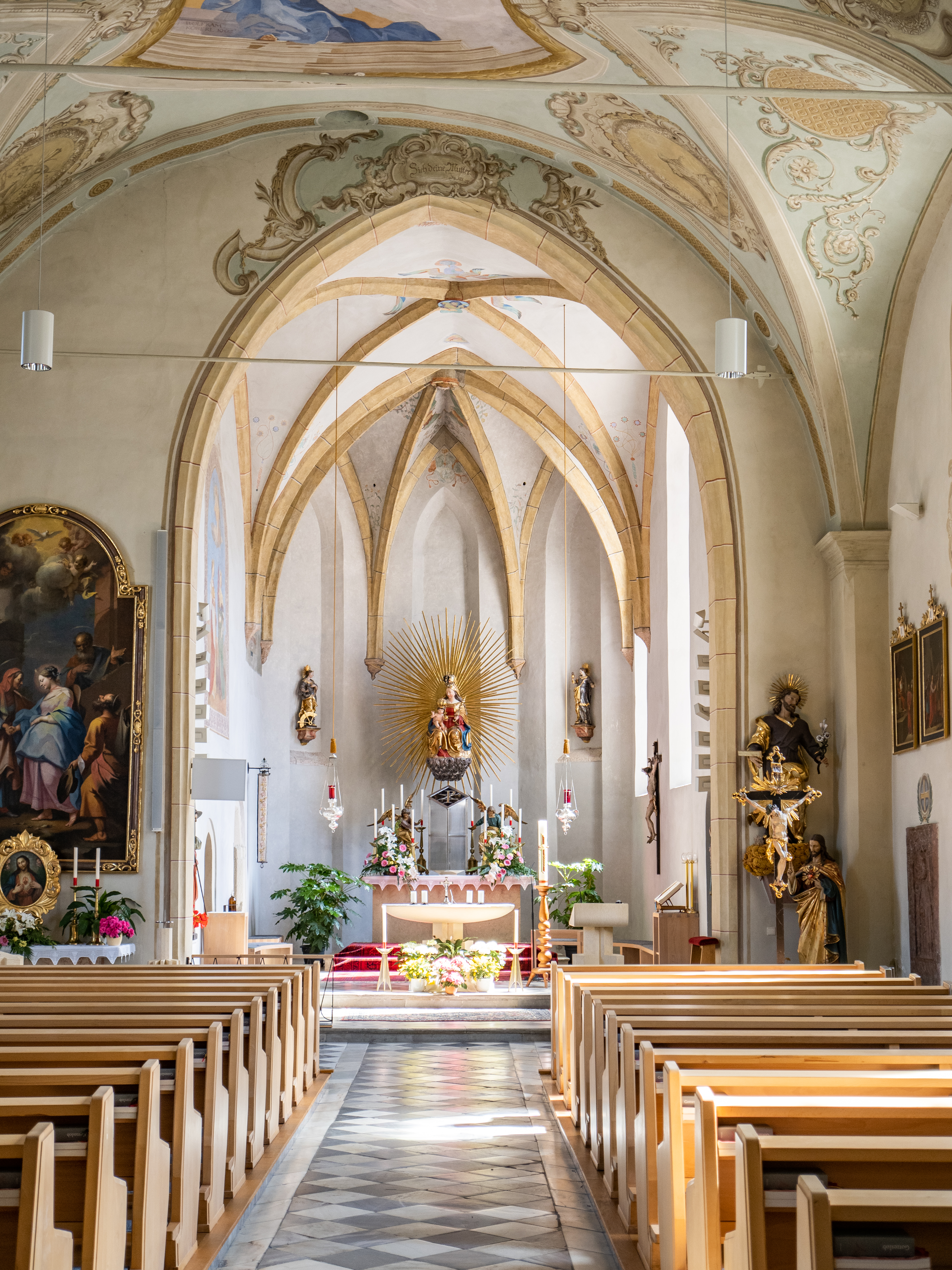
Blick zum Altar

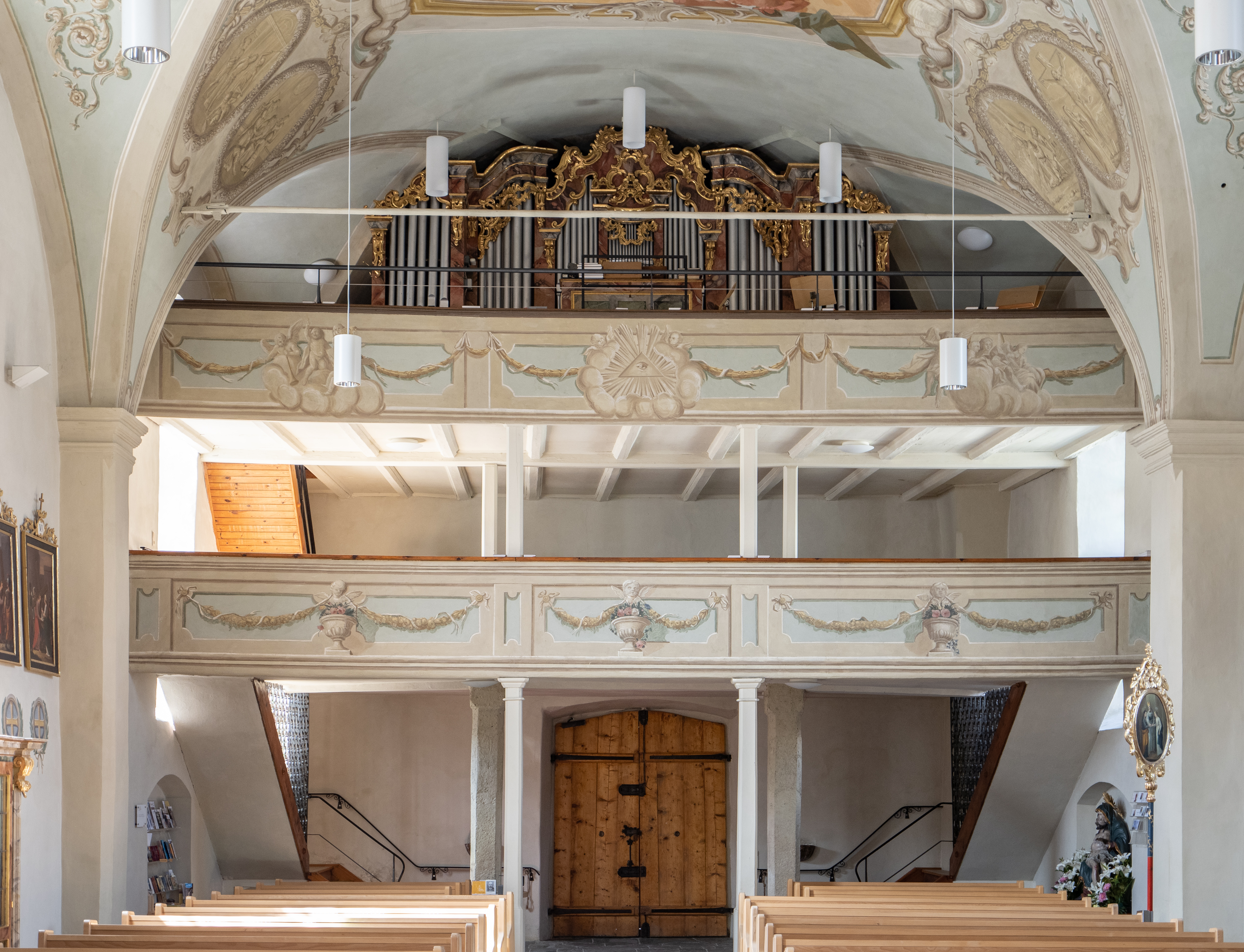
Blick zur doppelten Empore

Die römisch-katholische Pfarrkirche Kolsass steht im Osten des Hauptplatzes in der Gemeinde Kolsass im Bezirk Innsbruck-Land im Bundesland Tirol. Die dem Patrozinium Mariä Heimsuchung unterstellte Pfarrkirche gehört zum Dekanat Schwaz in der Diözese Innsbruck. Die Kirche und der Friedhof stehen unter Denkmalschutz (Listeneintrag).

## Geschichte
Vor 800 eine Großpfarre wurde die Pfarre 1265 dem Stift St. Georgenberg inkorporiert.
Urkundlich wurde 1194 eine Kirche genannt, davon ist das Langhaus erhalten, die Balkenansätze der romanischen Flachdecke sind über dem Gewölbe im Dachstuhl erhalten. Um 1330/1350 entstand der gotische Chor und Turm. Von 1652 bis 1654 erfolgte der barocke Umbau mit der Einwölbung des Langhauses und dem Einbau der Empore durch Gallus Apeller der Ältere, welcher auch die Wiederherstellung der Kirche nach den Erdbeben 1676 und 1680 leitete. 1906 war eine Renovierung, 1962/1963 eine Restaurierung.

## Architektur
Das im Kern romanische Langhaus wurde barockisiert, Chor und Turm sind gotisch. Die Kirche ist von einem Friedhof umgeben.
Das Kirchenäußere zeigt ein Langhaus unter einem Satteldach, die Längsseiten wurden 1676 mit je vier Erdbebenstützen verstärkt. Der Chor liegt aus der Achse, er hat einen Dreiseitschluss und zweifach abgestufte im 19. Jahrhundert überarbeitete gotische Strebepfeiler. Nördlich am Chor steht der 1724 durch Anton Mayr erhöhte Turm, dessen barocker Zwiebelhelm im 19. Jahrhundert durch einen Giebelspitzhelm ersetzt wurde, das Glockengeschoß hat abwechselnd gekoppelte rundbogige Schallfenster und große Spitzbogenöffnungen. Nordöstlich am Chor steht die Sakristei mit einem spätgotisch abgefasten Rundbogenportal mit einer Eisenplattentüre mit wellig ausgeschnittenen mit Rosetten besetzten Kreuzbändern. Je drei Langhausfenster und zwei Chorfenster sind barock ausgerundet. Die fensterlose Hauptfront hat ein Rundbogenportal mit Kämpfern und Schlussstein geschützt durch eine offene spitzbogige Vorhalle. Südseitig gibt es ein rundbogiges Rundbogenportal.
Das Kircheninnere zeigt ein dreijochiges Langhaus unter einer Stichkappentonne auf Pilastern. Die doppelgeschoßige Westempore steht auf vier Steinpfeilern, die etwas zurück gesetzte Orgelempore steht auf Holzstützen. Der spitzbogige Triumphbogen und der stark eingezogene einjochige Chor sind aus der Langhausachse nach Süden verschoben. Der Chor hat ein Kreuzrippengewölbe auf Konsolen und große runde Schlusssteine, links im Chor gibt es ein rundbogiges Turmportal mit einer gotischen Holztüre und ein abgefastes und nach einem Rundbogenansatz ein gerade geschlossenes Sakristeiportal mit einer rasterförmig gebändertes Eisenplattentür. Im Chorschluss gibt es einen Rest einer frühgotischen Bauplastik um 1350, wohl ein Madonnenkopf am Schlussstein.
Am Chorgewölbe gibt es teilweise eine Rankenmalerei aus der Mitte des 16. Jahrhunderts, dazu gibt es im vorderen Gewölbebereich des Chores angepasste Fresken von Alois Höfer mit Pietà, Leidenswerkzeuge, Evangelistensymbole und Ranken. Links im Chor zeigt ein Fresko die Himmelfahrt der hl. Magdalena in zwei Freskenschichten aus dem 14. und 15. Jahrhundert. Einen Rest der 1962 entfernten Chorbemalung schuf der Maler Franz Ertl um 1900 mit den Heiligen Barbara und Ursula. Im Langhaus gibt es Deckenbilder von Wolfram Köberl 1962 mit Verkündigung und Krönung Mariens, an den Gewölbeanläufen gibt es Reste einer klassizistischen Ausmalung um 1800 mit Grisaillemedaillons neutestamentliche Szenen und Heilige.

## Einrichtung
Der Hochaltar aus 192 zeigt über der Mensa vor einem neuen Strahlennimbus auf Wolken die Figur Thronende Madonna um 1510/1520. Das ehemalige Hochaltarbild Mariä Heimsuchung von Johann Georg Dominikus Grasmair 1728 befindet sich am linken Seitenaltar. Der rechte Seitenaltar trägt die Schnitzfigur hl. Josef aus dem Ende des 18. Jahrhunderts, die Figur wurde aus der Friedhofskapelle hierher übertragen. Die Kanzel mit Stuckmarmor schuf der Stukkateur Georg Weber 1756, er zeigt Engel vom Bildhauer Gregor Fritz, der Korb Evangelistensymbole, der Schalldeckel trägt die Gesetzestafeln von Moses und Symbole des Kirchenrechts.
Die schmiedeeisernen Renaissance-Gitter als Abschluss der seitlichen Emporenaufgänge schuf der Kunstschmied Hans Stöckl 1657.
Die Orgel als dreiteiliges und seitlich vorspringendes Prospekt mit einem fünffeldrigen Mittelteil und Rocaille-Dekor um 1760 beinhaltet ein Werk von Karl Reinisch 1919. Eine Glocke nennt Elias Sermosius 1631.

## Grabdenkmäler
- Außen am Chor eine Grabplatte zu Pfarrer Georg Wopfner 1690 sowie eine Nische für Gräber für Pfarrherren des 19. Jahrhunderts.
- Ein spätgotischer Grabstein eines Geistlichen 1516 befindet sich rechts im Langhaus.